# Biegi narciarskie na Mistrzostwach Świata w Narciarstwie Klasycznym 1937
Zawody w biegach narciarskich na X Mistrzostwach Świata w Narciarstwie Klasycznym odbyły się w dniach 12 lutego – 18 lutego 1937 we francuskim Chamonix. Rozgrywano tylko biegi mężczyzn.

## Terminarz
| Data           | Miejscowość | Konkurencja                                           | Złoto                                                                    | Srebro                                                                       | Brąz                                                                                |
| -------------- | ----------- | ----------------------------------------------------- | ------------------------------------------------------------------------ | ---------------------------------------------------------------------------- | ----------------------------------------------------------------------------------- |
| 14 lutego 1937 | Chamonix    | Bieg indywidualny mężczyzn na 18 km stylem klasycznym | Lars Bergendahl                                                          | Kalle Jalkanen                                                               | Pekka Niemi                                                                         |
| 16 lutego 1937 | Chamonix    | Bieg indywidualny mężczyzn na 50 km stylem klasycznym | Pekka Niemi                                                              | Klaes Karppinen                                                              | Vincenzo Demetz                                                                     |
| 18 lutego 1937 | Chamonix    | Bieg sztafetowy mężczyzn stylem klasycznym            | Norwegia · Annar Ryen · Oskar Fredriksen · Sigurd Røen · Lars Bergendahl | Finlandia · Pekka Niemi · Klaes Karppinen · Jussi Kurikkala · Kalle Jalkanen | Włochy · Giulio Gerardi · Aristide Compagnoni · Silvio Confortola · Vincenzo Demetz |

## Wyniki zawodów

### 18 km techniką klasyczną
- Data 14 lutego 1937

| Medal | Zawodnik         | Narodowość | Wynik   |
| ----- | ---------------- | ---------- | ------- |
|       | Lars Bergendahl  | Norwegia   | 1:11:21 |
|       | Kalle Jalkanen   | Finlandia  | 1:13:35 |
|       | Pekka Niemi      | Finlandia  | 1:13:48 |
| 4     | Sven Hansson     | Szwecja    | 1:14:08 |
| 5     | Jussi Kurikkala  | Finlandia  | 1:14:22 |
| 6     | Alfred Dahlqvist | Szwecja    | 1:14:34 |
| 7     | Sigurd Røen      | Norwegia   | 1:15:04 |
| 8     | Vincenzo Demetz  | Włochy     | 1:17:01 |
| 9     | Giulio Gerardi   | Włochy     | 1:17:07 |
| 10    | Alvar Hägglund   | Szwecja    | 1:17:39 |
| ...   |                  |            |         |
| 35    | Bronisław Czech  | Polska     | 1:23:35 |
| 44    | Andrzej Marusarz | Polska     | 1:37:59 |

### 50 km techniką klasyczną
- Data 16 lutego 1937

| Medal | Zawodnik            | Narodowość | Wynik   |
| ----- | ------------------- | ---------- | ------- |
|       | Pekka Niemi         | Finlandia  | 3:36:58 |
|       | Klaes Karppinen     | Finlandia  | 3:43:59 |
|       | Vincenzo Demetz     | Włochy     | 3:46:39 |
| 4     | Kalle Jalkanen      | Finlandia  | 3:46:45 |
| 5     | Lars Bergendahl     | Norwegia   | 3:47:02 |
| 6     | Franc Smolej        | Jugosławia | 3:52:25 |
| 7     | Alvar Hägglund      | Szwecja    | 3:53:44 |
| 8     | Giacamo Scalet      | Włochy     | 4:02:32 |
| 9     | Aristide Compagnoni | Włochy     | 4:02:45 |
| 10    | Sisto Scilligo      | Włochy     | 4:02:45 |

### Sztafeta 4×10km
- Data 18 lutego 1937

| Medal | Zawodnik                                                             | Narodowość     | Wynik   |
| ----- | -------------------------------------------------------------------- | -------------- | ------- |
|       | Annar Ryen Oskar Fredriksen Sigurd Røen Lars Bergendahl              | Norwegia       | 3:06,07 |
|       | Pekka Niemi Klaes Karppinen Jussi Kurikkala Kalle Jalkanen           | Finlandia      | 3:07,04 |
|       | Giulio Gerardi Aristide Compagnoni Silvio Confortola Vincenzo Demetz | Włochy         | 3:08,48 |
| 4     | Sven Hansson Alvar Hägglund Bertil Stridsman Alfred Dahlqvist        | Szwecja        | 3:10:25 |
| 5     | Cyril Musil Gustav Berauer Rudolf Vrana František Šimůnek            | Czechosłowacja | 3:16:46 |
| 6     | Adolf Freiburghaus August Sonderegger Ernst Berger Alfred Limacher   | Szwajcaria     | 3:16:56 |
| 7     | Franc Smolej Lovro Žemva Leon Knap Alojz Klančnik                    | Jugosławia     | 3:26:05 |
| 8     | Léonce Crétin Robert Gindre Fernand Mermoud Alfred Jacomis           | Francja        | 3:28:10 |

Reprezentacja Polski nie stanęła na starcie.

## Klasyfikacja medalowa dla konkurencji biegowych MŚ
| #  | Reprezentacja | Złoto | Srebro | Brąz | Razem |
| -- | ------------- | ----- | ------ | ---- | ----- |
| 1. | Norwegia      | 2     | 0      | 0    | 2     |
| 2. | Finlandia     | 1     | 3      | 1    | 5     |
| 3. | Włochy        | 0     | 0      | 2    | 2     |